# Juan David Pérez
Juan David Pérez Benítez (Montelíbano, 23 marzo 1991) è un calciatore colombiano, attaccante del Victoria.

## Carriera
Ha giocato nella prima divisione dei campionati colombiano, messicano, peruviano ed honduregno.

## Palmarès

### Club

#### Competizioni nazionali
- Copa Colombia: 1

Atlético Junior: 2015
- Campionato colombiano: 1

América de Cali: 2020